# Belmondo, itinéraire…
Pour plus de détails, voir Fiche technique et Distribution.
Belmondo, itinéraire... est un téléfilm documentaire de Vincent Perrot et Jean-François Domenech, réalisé par Vincent Perrot consacré à Jean-Paul Belmondo, sorti en 2011.
Ce documentaire a été diffusé simultanément sur France 2 et sur la Croisette lors du Festival de Cannes 2011, où l'acteur reçoit une Palme d'honneur pour l'ensemble de sa carrière.

## Fiche technique
- Titre : Belmondo, itinéraire...
- Réalisation : Vincent Perrot
- Musique originale : Patrick Martini
- Images et son : Adrian Martini
- Voix off : Jean Dujardin
- Chanson interprétée : Stéphanie Lamia
- Montage : François Boulène
- Production : Jean-François Domenech, Vincent Perrot La Prod, USM-Swan Production
- Année : 2011
- Pays d'origine : France
- Durée : 90 minutes